# Stadio Marcantonio Bentegodi
Das Stadio Marcantonio Bentegodi ist ein Fußballstadion mit Leichtathletikanlage in der italienischen Stadt Verona, Region Veneto. Es befindet sich im Südosten der Stadt. Der Fußballverein Hellas Verona trägt hier seine Heimspiele aus. Von 1986 bis zur Auflösung 2021 nutzte auch Chievo Verona das Stadion. Vom internationalen Flughafen Valerio Catullo ist das Gelände mit dem Auto in ca. 15 Minuten und vom Bahnhof Stazione Centrale di Porta Nuova Verona in knapp drei Minuten zu erreichen. Es bietet Platz für 182 Pressevertreter. Die Spielfeldausmaße betragen 105 Meter × 67 Meter. Die Spielfeldoberfläche besteht aus einem Hybridrasen. Die Südkurve ist für die Fans der Heimmannschaft reserviert und die Nordkurve für die Fans der Gastmannschaft.

## Geschichte
Die Eröffnung fand 1963 statt. Es bietet heute 39.211 Plätze. Es ist auf eine Zahl von 31.045 Besuchern begrenzt. Benannt wurde die Anlage nach Marcantonio Bentegodi, welcher ein Förderer des Sports in Verona im 19. Jahrhundert war.
Das Stadio Marcantonio Bentegodi war einer der Spielorte bei der Fußball-Weltmeisterschaft 1990. Dort fanden die Vorrundenspiele der Gruppe E statt, sowie das Achtelfinale zwischen Spanien und Jugoslawien (1:2 nach Verlängerung).
Die Idee, die Tribünen der Spielstätte zu überdachen, kam vom italienischen Architekten Leonardo Barucchello. Eröffnet wurde das Stadion am 15. Dezember 1963 mit dem Spiel zwischen Hellas Verona und AC Venedig. Es ersetzte das damals noch genutzte Stadio Marcantonio Bentegodi von 1910, welches auf der Piazza Cittadella stand. Bis 1986 spielte nur Hellas Verona im Stadion. 1986 stieg Chievo Verona in die Serie C1 auf und spielte mit Hellas Verona im gleichen Stadion. Das Stadion verfügt über eine Leichtathletikanlage, welche 2010 renoviert wurde.
Italien bewarb sich um die Fußball-Europameisterschaft 2016. Zu den möglichen Austragungsorten zählte auch das Marcantonio Bentegodi. Nachdem Frankreich den Zuschlag für die EURO 2016 bekommen hatte, wurden die Pläne für eine Renovierung wieder fallen gelassen.
Das Stadion steht auf einer Liste von zehn Stadien der italienischen Bewerbung zur Fußball-Europameisterschaft 2032. Bei einer Vergabe an Italien müsste das Stadio Marcantonio Bentegodi den Anforderungen der UEFA angepasst werden.

### Geplanter Neubau
Im November 2019 beschloss der Stadtrat von Verona den Bau eines neuen Stadions. Er sollte das Stadio Marcantonio Bentegodi ersetzen und 27.000 Plätze bieten. In den kommenden Monaten sollten die Planungen vorangetrieben werden. Zunächst sollte aber mit den Anwohnern gesprochen werden. Während Hellas das Projekt unterstützte, war Chievo gegen einen Neubau. Die Stadt wollte mit der neuen Fußballarena den gesamten Stadtteil modernisieren und die aktuell bestehenden Probleme beseitigen. Für die Kommune sollten keine Kosten für das Stadion entstehen. Öffentliche Gelder sollten für Schulen und Straßen verwendet werden, so Veronas Bürgermeister Federico Sboarina. Das jetzt startende Verwaltungsverfahren würde schätzungsweise ein Jahr dauern und für den Bau wurden zwei Jahre kalkuliert. Die Baukosten waren auf 121 Mio. Euro geschätzt.